# Isola del Cantone
Isola del Cantone (ligurisch l'Isöa do Canton oder nur l'Isöa) ist eine italienische Gemeinde in der Metropolitanstadt Genua mit 1390 Einwohnern (Stand 31. Dezember 2023).

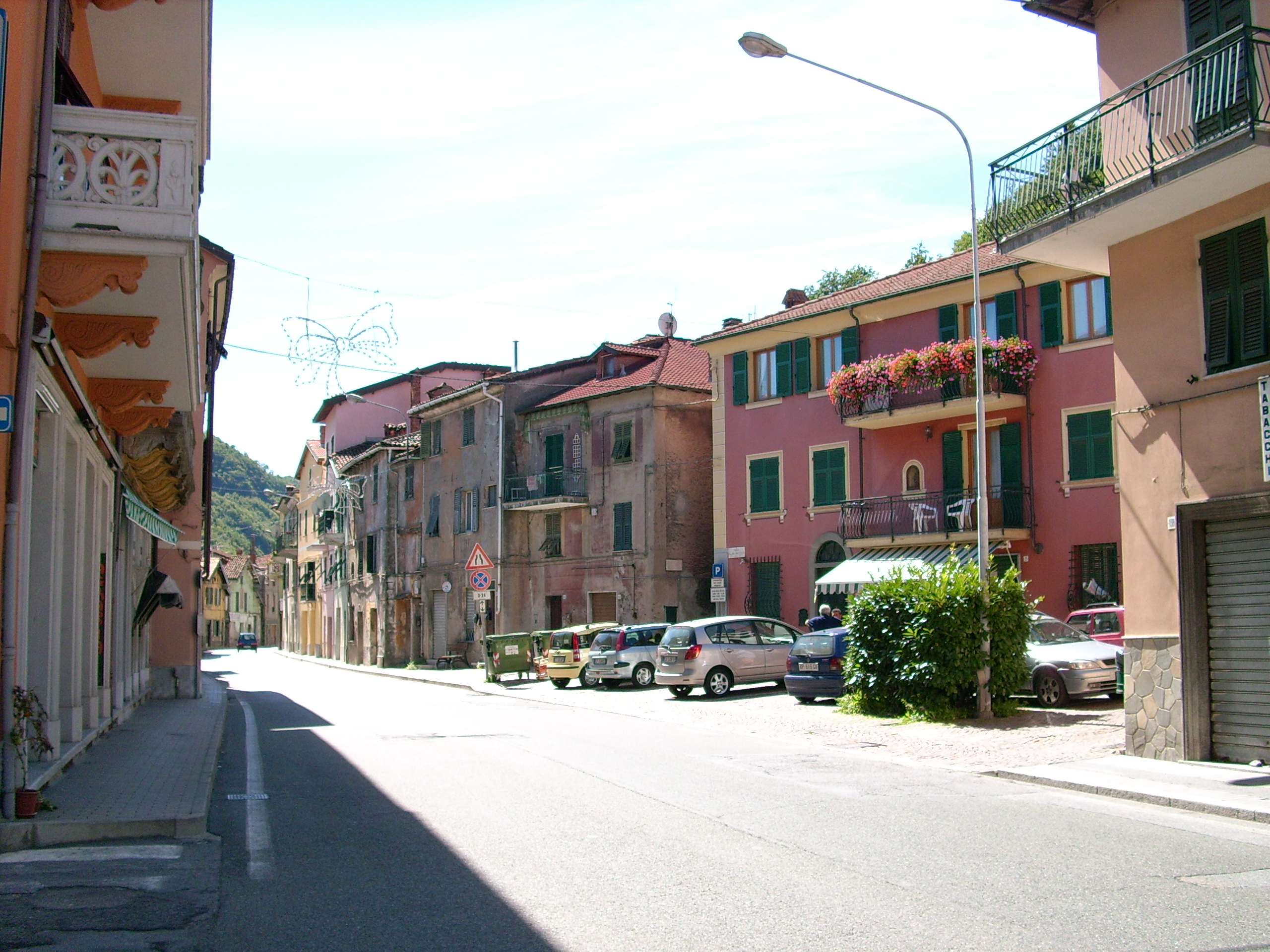
Isola del Cantone

## Geographie
Die Gemeinde liegt im Tal Scrivia des Ligurischen Apennin beim Zusammenfluss der beiden Flüsse Vobbia und Scrivia. Die nördlichste Gemeinde Liguriens befindet sich auf einer Distanz von 39 Kilometern zu der Regionalhauptstadt Genua.
Isola del Cantone bildet mit weiteren Kommunen die Comunità Montana Alta Valle Scrivia.